# Aire urbaine d'Eauze
L'aire urbaine d'Eauze est une aire urbaine française centrée sur la ville de Eauze.

## Caractéristiques
D'après la définition qu'en donne l'INSEE en 2010, l'aire urbaine d'Eauze est composée de 3 communes, toutes situées dans le Gers.
Son pôle urbain est l'unité urbaine de Eauze qui représente la commune d'Eauze.

### Communes
Liste des communes appartenant à l'aire urbaine d' Eauze : selon la nouvelle délimitation de 2010 et sa population municipale en 2010 (liste établie par ordre alphabétique) :
| Nom                 | Code Insee | Statut | Superficie (km2) | Population (dernière pop. légale) | Densité (hab./km2) |
| ------------------- | ---------- | ------ | ---------------- | --------------------------------- | ------------------ |
| Bretagne-d'Armagnac | 32064      |        | 12,35            | 400 (2022)                        | 32                 |
| Eauze               | 32119      |        | 69,86            | 4 060 (2022)                      | 58                 |
| Réans               | 32340      |        | 12,31            | 290 (2022)                        | 24                 |

## Évolution démographique
L'évolution démographique ci-dessous concerne l'aire urbaine selon le périmètre défini en 2010.
| 1968  | 1975  | 1982  | 1990  | 1999  | 2009  | 2014  | 2015 |
| ----- | ----- | ----- | ----- | ----- | ----- | ----- | ---- |
| 4 679 | 5 011 | 4 972 | 4 749 | 4 483 | 4 594 | 4 558 | -    |